# Thomas Balmer
Thomas Balmer (* 4. Juni 1976) ist ein ehemaliger Schweizer Fussballspieler.

## Karriere
Nach seiner Juniorenzeit bei GC Zürich spielte er drei Spiele für die erste Mannschaft und wechselte schliesslich nach Winterthur, weiter zum FC Baden und schliesslich zum FC Wil, mit dem er in die damalige NLA aufstieg. Beim FC Wil spielte er im November 2002 unter anderem beim torreichsten Fussballspiel der höchsten Schweizer Liga gegen den FC St. Gallen, dass die Wiler mit 11:3 gewannen. 2003 wechselte Balmer zu eben diesem FC St. Gallen. 2005 beendete er seine Karriere mit 28 Jahren, nachdem er beim FC St. Gallen keine Perspektive mehr hatte.

## Privates
Balmer hat einen Zwillingsbruder, Stephan, der ebenfalls Fussballprofi war. Zusammen spielten sie bei den Junioren bei GC, später bei Winterthur und Baden. Anschliessend trennten sich die Wege; Stephan wechselte zu Thun, während Thomas Balmer zum FC Wil wechselte.